# Sanhedrin

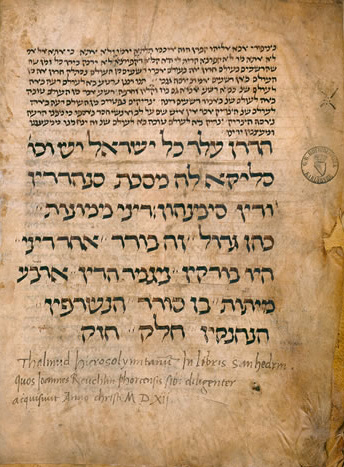
Pagina del trattato Sanhedrin (Sinedrio), Talmud babilonese (1400-1450 c.)

Sanhedrin (ebraico: סנהדרין, Sinedrio) è uno dei dieci trattati del Seder Nezikin (Ordine dei Danni, una sezione della Mishnah e del Talmud che tratta dei danni civili e penali, nelle procedure giudiziarie). In origine formava un unico trattato con Makkot, anch'esso sulla legge penale.  La Gemara del trattato è importante poiché precorre lo sviluppo dei principi di ordinamento giuridico della Common law, per esempio la presunzione di innocenza e la norma della condanna penale che richiede il concorso di dodici.

## Sinossi di Sanhedrin
Nell'ambito del Seder Nezikin il Sanhedrin si concentra su questioni di giurisdizione, diritto penale e punizioni. Il trattato comprende undici capitoli sulle seguenti materie:
1. i diversi livelli di tribunali ed i relativi casi che possono presiedere
2. Leggi del Sommo Sacerdote e del Re ebraico e il loro coinvolgimento nelle procedure giuridiche
3. Cause civili: testimoni accettabili e giudici e le procedure generali
4. La differenza tra i casi penali e quelli civili; atti di carattere generale in materia penale
5. Procedure giudiziarie, compreso l'esame dei testimoni e la votazione dei giudici
6. Procedure per l'esecuzione dopo la condanna, in particolare la lapidazione
7. I 4 tipi di esecuzione capitale; particolari di crimini che meritano la lapidazione
8. Il figlio ribelle e altri reati per i quali il colpevole viene ucciso prima di infrangere il divieto stesso e quei comandamenti per cui gli ebrei devono sacrificare la vita piuttosto che violarli
9. Dettagli di crimini che meritano la pena capitale mediante rogo o uccisione; punizioni aggiuntive
10. Dettagli di crimini che meritano la pena capitale per soffocamento
11. Il Mondo a venire. Questo capitolo è noto individualmente col titolo Helek, una delle sue prime parole.

Il succitato è l'ordine che appare nella Gemara, ma la Mishna scambia l'ordine degli ultimi due capitoli.